# Молодіжний чемпіонат світу з хокею із шайбою 2017
Молодіжний чемпіонат світу з хокею із шайбою 2017 (англ. 2017 World Junior Ice Hockey Championships) — 41-ий чемпіонат світу з хокею серед молодіжних команд, який пройшов у Канаді (господар молодіжного чемпіонату вже втринадцяте) з 26 грудня 2016 року по 5 січня 2017 року. Свій четвертий титул здобула збірна США.

## Формат турніру
Згідно з регламентом змагань 10 команд, що поділені на дві групи по 5 команд у кожній, змагаються у попередньому раунді. Кожна з команд проводить по чотири зустрічі у групі за круговою системою та виходить до раунду плей-оф, а команди, що посіли 5-е місце потрапляють до втішного раунду.
 
Чотири найкращі команди проводять перехресні матчі у чвертьфіналі: 1A проти 4В, 1B проти 4А, 2А проти 3B і 2B проти 3А. Переможець кожного чвертьфіналу потрапляє до півфіналу.
Переможець кожного півфіналу змагатиметься у фіналі за золоті медалі, в той час як переможені будуть змагатися за бронзові нагороди у матчі за 3-є місце.

## Арени
| «Ейр-Канада-центр» Місткість: 19 746 | «Белл-центр» Місткість: 21 273 |
| ------------------------------------ | ------------------------------ |
|                                      |                                |
| Канада – Торонто                     | Канада – Монреаль              |

## Склади груп
| Група A                                                  | Група B                                              |
| -------------------------------------------------------- | ---------------------------------------------------- |
| Група A - Фінляндія - Швеція - Чехія - Данія - Швейцарія | Група B - Росія - США - Канада - Словаччина - Латвія |

## Попередній раунд
|  | Команда переходить у чвертьфінал          |
|  | Команда змагається у турнірі на вибування |

### Група A
| Команда   | І | В | ВО | ПО | П | ШЗ | ШП | О  |
| --------- | - | - | -- | -- | - | -- | -- | -- |
| Швеція    | 4 | 4 | 0  | 0  | 0 | 18 | 6  | 12 |
| Данія     | 4 | 1 | 1  | 1  | 1 | 11 | 15 | 6  |
| Чехія     | 4 | 1 | 0  | 2  | 1 | 9  | 13 | 5  |
| Швейцарія | 4 | 0 | 2  | 0  | 2 | 11 | 13 | 4  |
| Фінляндія | 4 | 1 | 0  | 0  | 3 | 6  | 8  | 3  |

Час початку матчів місцевий (UTC+2)
| 26 грудня 2016 13:00 | Данія | 1 : 6 (0:2, 0:4, 1:0) | Швеція | «Белл-центр» Глядачів: 4 518 |

| Протокол                         | Протокол                    | Протокол | Протокол         | Протокол                            |
| -------------------------------- | --------------------------- | --- | ---------------- | ----------------------------------- |
|                                  | Лассе Петерсен              | Голкіпери | Фелікс Сандстрем | Арбітри: Маріан Рогач Анссі Салонен |
| Крістенсен (Й. Рондберг) — 57:53 | 0:1 0:2 0:3 0:4 0:5 0:6 1:6 | 10:11 — Нюландер 18:24 — Ерікссон Ек (Далін, Кюлінгтон) 24:30 — Дален (Грюндстрем, Л. Карлссон) 26:26 — Грюндстрем 33:12 — Далін (Л. Карлссон) 38:22 — Нюландер (Бернхардт, Ерікссон Ек) |                  | Арбітри: Маріан Рогач Анссі Салонен |
| 2 хв.                            | Вилучення                   | 6 хв. |                  | Арбітри: Маріан Рогач Анссі Салонен |
| 22                               | Кидки                       | 33 |                  | Арбітри: Маріан Рогач Анссі Салонен |

| 26 грудня 2016 17:00 | Фінляндія | 1 : 2 (1:1, 0:0, 0:1) | Чехія | «Белл-центр» Глядачів: 4 703 |

| Протокол      | Протокол          | Протокол                                                  | Протокол    | Протокол                              |
| ------------- | ----------------- | --------------------------------------------------------- | ----------- | ------------------------------------- |
|               | Вейні Вехвіляйнен | Голкіпери                                                 | Якуб Шкарек | Арбітри: Тобіас Бйорк Даніель Штрікер |
| Луото — 08:46 | 0:1 1:1 1:2       | 04:27 — Кренжелок (Нечас) 58:42 — Шпачек (Мусіл, Зборжил) |             | Арбітри: Тобіас Бйорк Даніель Штрікер |
| 4 хв.         | Вилучення         | 2 хв.                                                     |             | Арбітри: Тобіас Бйорк Даніель Штрікер |
| 23            | Кидки             | 30                                                        |             | Арбітри: Тобіас Бйорк Даніель Штрікер |

| 27 грудня 2016 13:00 | Швейцарія | 4 : 3 ОТ (0:0, 2:0, 1:3, 1:0) | Чехія | «Белл-центр» Глядачів: 4 683 |

| Протокол | Протокол                    | Протокол                                                                                    | Протокол    | Протокол                            |
| --- | --------------------------- | ------------------------------------------------------------------------------------------- | ----------- | ----------------------------------- |
| | Йорен ван Поттельберге      | Голкіпери                                                                                   | Якуб Шкарек | Арбітри: Марк Лемелін Анссі Салонен |
| Ін Альбон (Гішір, Дім) — 29:19 Тюркауф (Ріат, Гішір) — 36:03 Ріат (Зігенталер, Тюркауф) — 48:34 Гішір — 60:23 | 1:0 2:0 2:1 3:1 3:2 3:3 4:3 | 45:02 — Кобліжек (Зборжил) 50:41 — Хлапик (Гронек, Шпачек) 59:44 — Хлапик (Шпачек, Зборжил) |             | Арбітри: Марк Лемелін Анссі Салонен |
| 8 хв. | Вилучення                   | 14 хв.                                                                                      |             | Арбітри: Марк Лемелін Анссі Салонен |
| 22 | Кидки                       | 39                                                                                          |             | Арбітри: Марк Лемелін Анссі Салонен |

| 27 грудня 2016 17:30 | Фінляндія | 2 : 3 (0:2, 0:1, 2:0) | Данія | «Белл-центр» Глядачів: 4 733 |

| Протокол                                                                   | Протокол            | Протокол                                                                                        | Протокол    | Протокол                        |
| -------------------------------------------------------------------------- | ------------------- | ----------------------------------------------------------------------------------------------- | ----------- | ------------------------------- |
|                                                                            | Вейні Вехвіляйнен   | Голкіпери                                                                                       | Каспер Крог | Арбітри: Тобіас Бйорк Робін Шир |
| Вааканайнен (Маттіла, Ваурюнен) — 44:17 Бьорквіст (Луото, Маттіла) — 55:30 | 0:1 0:2 0:3 1:3 2:3 | 05:20 — Бойсен (Вайхель, Труе) 17:40 — Мадсен (Єнсен, Хег) 35:53 — Блікфельд (Й. Рондберг, Кок) |             | Арбітри: Тобіас Бйорк Робін Шир |
| 10 хв.                                                                     | Вилучення           | 12 хв.                                                                                          |             | Арбітри: Тобіас Бйорк Робін Шир |
| 36                                                                         | Кидки               | 10                                                                                              |             | Арбітри: Тобіас Бйорк Робін Шир |

| 28 грудня 2016 17:00 | Швейцарія | 2 : 4 (1:2, 1:0, 0:2) | Швеція | «Белл-центр» Глядачів: 5 630 |

| Протокол                                                                 | Протокол                | Протокол | Протокол         | Протокол                        |
| ------------------------------------------------------------------------ | ----------------------- | --- | ---------------- | ------------------------------- |
|                                                                          | Йорен ван Поттельберге  | Голкіпери | Фелікс Сандстрем | Арбітри: Маріан Рогач Робін Шир |
| Зігенталер (Ріат, Ін Альбон) — 05:08 Тюркауф (Гішір, Зігенталер) — 26:17 | 0:1 1:1 1:2 2:2 2:3 2:4 | 04:13 — Ерікссон Ек (Нюландер, Бернхардт) 06:38 — Андерссон (Грюндстрем) 54:52 — Ерікссон Ек (Грюндстрем, Нюландер) 57:11 — Л. Карлссон (Асплунд) |                  | Арбітри: Маріан Рогач Робін Шир |
| 10 хв.                                                                   | Вилучення               | 14 хв. |                  | Арбітри: Маріан Рогач Робін Шир |
| 15                                                                       | Кидки                   | 46 |                  | Арбітри: Маріан Рогач Робін Шир |

| 29 грудня 2016 13:00 | Данія | 3 : 2 ОТ (0:1, 1:1, 1:0, 1:0) | Чехія | «Белл-центр» Глядачів: 4 536 |

| Протокол                                                                                    | Протокол            | Протокол                                     | Протокол       | Протокол                         |
| ------------------------------------------------------------------------------------------- | ------------------- | -------------------------------------------- | -------------- | -------------------------------- |
|                                                                                             | Лассе Петерсен      | Голкіпери                                    | Даніел Владарж | Арбітри: Маркус Лінде Бретт Шева |
| Блікфельд (Бойсен, Ларсен) — 28:41 Крістенсен (Блікфельд) — 53:36 Фром (Крістенсен) — 60:47 | 0:1 1:1 1:2 2:2 3:2 | 07:56 — Несач (Мусіл) 30:29 — Гронек (Сухий) |                | Арбітри: Маркус Лінде Бретт Шева |
| 8 хв.                                                                                       | Вилучення           | 8 хв.                                        |                | Арбітри: Маркус Лінде Бретт Шева |
| 22                                                                                          | Кидки               | 34                                           |                | Арбітри: Маркус Лінде Бретт Шева |

| 29 грудня 2016 17:30 | Фінляндія | 1 : 3 (1:0, 0:1, 0:2) | Швеція | «Белл-центр» Глядачів: 9 062 |

| Протокол                           | Протокол          | Протокол                                                                                             | Протокол         | Протокол                       |
| ---------------------------------- | ----------------- | --- | ---------------- | ------------------------------ |
|                                    | Вейні Вехвіляйнен | Голкіпери                                                                                            | Фелікс Сандстрем | Арбітри: Ян Грибик Йозеф Кубуш |
| Рясянен (Толванен, Юолеві) — 16:35 | 1:0 1:1 1:2 1:3   | 32:16 — Андерссон (Нюландер) 41:24 — Нюландер (Грюндстрем, Ерікссон Ек) 59:00 — Нюландер (пор. вор.) |                  | Арбітри: Ян Грибик Йозеф Кубуш |
| 0 хв.                              | Вилучення         | 8 хв.                                                                                                |                  | Арбітри: Ян Грибик Йозеф Кубуш |
| 29                                 | Кидки             | 20                                                                                                   |                  | Арбітри: Ян Грибик Йозеф Кубуш |

| 30 грудня 2016 17:00 | Швейцарія | 5 : 4 Б (1:3, 2:1, 1:0, 0:0, 1:0) | Данія | «Белл-центр» Глядачів: 6 006 |

| Протокол | Протокол                            | Протокол | Протокол    | Протокол                           |
| --- | ----------------------------------- | --- | ----------- | ---------------------------------- |
| | Йорен ван Поттельберге              | Голкіпери | Каспер Крог | Арбітри: Дарсі Берчелл Йозеф Кубуш |
| Гішір (Ріат, Зігенталер) — 17:56 Зендер (Вебер, Гросс) — 26:29 Еггенбергер (Прасль, Міранда) — 32:26 Зендер (Ін Альбон, Зігенталер) — 43:35 Міранда — | 0:1 0:2 0:3 1:3 1:4 2:4 3:4 4:4 5:4 | 00:20 — Труе (Гатц) 03:45 — Блікфельд (Крістенсен, Гатц) 13:40 — Андерсен (Фром, Вайхель) 20:28 — Фром (Труе, М. Рондберг) |             | Арбітри: Дарсі Берчелл Йозеф Кубуш |
| 6 хв. | Вилучення                           | 20 хв. |             | Арбітри: Дарсі Берчелл Йозеф Кубуш |
| 53 | Кидки                               | 22 |             | Арбітри: Дарсі Берчелл Йозеф Кубуш |

| 31 грудня 2016 13:00 | Швеція | 5 : 2 (3:0, 1:0, 1:2) | Чехія | «Белл-центр» Глядачів: 6 259 |

| Протокол | Протокол                    | Протокол                                               | Протокол       | Протокол                             |
| --- | --------------------------- | ------------------------------------------------------ | -------------- | ------------------------------------ |
| | Філіп Густавссон            | Голкіпери                                              | Даніел Владарж | Арбітри: Бретт Шева Максим Сидоренко |
| Асплунд (Аль, Петтерссон) — 00:37 Дален (Асплунд, Нюландер) — 08:56 Лооке (Карльстрем, Бернхардт) — 16:46 Дален (Карльстрем) — 37:09 Дален (Нюландер, Кюлінгтон) — 43:34 | 1:0 2:0 3:0 4:0 5:0 5:1 5:2 | 53:09 — Каше (Куровські) 57:28 — Гронек (Каше, Хлапик) |                | Арбітри: Бретт Шева Максим Сидоренко |
| 14 хв. | Вилучення                   | 10 хв.                                                 |                | Арбітри: Бретт Шева Максим Сидоренко |
| 37 | Кидки                       | 38                                                     |                | Арбітри: Бретт Шева Максим Сидоренко |

| 31 грудня 2016 17:30 | Фінляндія | 2 : 0 (0:0, 2:0, 0:0) | Швейцарія | «Белл-центр» Глядачів: 4 013 |

| Протокол                                                                     | Протокол          | Протокол  | Протокол               | Протокол                            |
| ---------------------------------------------------------------------------- | ----------------- | --------- | ---------------------- | ----------------------------------- |
|                                                                              | Вейні Вехвіляйнен | Голкіпери | Йорен ван Поттельберге | Арбітри: Дарсі Берчелл Маркус Лінде |
| Рясянен (Весалайнен, Толванен) — 24:35 Толванен (Сааріярві, Рясянен) — 33:53 | 1:0 2:0           |           |                        | Арбітри: Дарсі Берчелл Маркус Лінде |
| 2 хв.                                                                        | Вилучення         | 8 хв.     |                        | Арбітри: Дарсі Берчелл Маркус Лінде |
| 51                                                                           | Кидки             | 17        |                        | Арбітри: Дарсі Берчелл Маркус Лінде |

### Група В
| Команда    | І | В | ВО | ПО | П | ШЗ | ШП | О  |
| ---------- | - | - | -- | -- | - | -- | -- | -- |
| США        | 4 | 4 | 0  | 0  | 0 | 17 | 6  | 12 |
| Канада     | 4 | 3 | 0  | 0  | 1 | 21 | 8  | 9  |
| Росія      | 4 | 2 | 0  | 0  | 2 | 16 | 9  | 6  |
| Словаччина | 4 | 1 | 0  | 0  | 3 | 6  | 14 | 3  |
| Латвія     | 4 | 0 | 0  | 0  | 4 | 6  | 29 | 0  |

Час початку матчів місцевий (UTC+2)
| 26 грудня 2016 15:30 | США | 6 : 1 (1:1, 2:0, 3:0) | Латвія | «Ейр-Канада-центр» Глядачів: 7 014 |

| Протокол | Протокол                    | Протокол                      | Протокол      | Протокол                              |
| --- | --------------------------- | ----------------------------- | ------------- | ------------------------------------- |
| | Тайлер Парсонс              | Голкіпери                     | Марекс Мітенс | Арбітри: Йозеф Кубуш Максим Сидоренко |
| Гарпер (Фіцджеральд, Ашан) — 06:27 Вайт (Томпсон, Фокс) — 26:29 Келлер (Вайт, Томпсон) — 38:45 Келлер — 52:19 Бракко (Террі) — 57:41 Грінвей (Канін) — 59:20 | 1:0 1:1 2:1 3:1 4:1 5:1 6:1 | 15:22 — Крастенбергс (Янсонс) |               | Арбітри: Йозеф Кубуш Максим Сидоренко |
| 14 хв. | Вилучення                   | 20 хв.                        |               | Арбітри: Йозеф Кубуш Максим Сидоренко |
| 30 | Кидки                       | 12                            |               | Арбітри: Йозеф Кубуш Максим Сидоренко |

| 26 грудня 2016 20:00 | Канада | 5 : 3 (1:1, 2:0, 2:2) | Росія | «Ейр-Канада-центр» Глядачів: 18 099 |

| Протокол | Протокол                        | Протокол                                                                                          | Протокол      | Протокол                        |
| --- | ------------------------------- | ------------------------------------------------------------------------------------------------- | ------------- | ------------------------------- |
| | Картер Гарт                     | Голкіпери                                                                                         | Ілля Самсонов | Арбітри: Ян Грибик Маркус Лінде |
| Жост (Маєрс, Дюбе) — 03:11 Строум (Барзал, Шабо) — 33:15 Руа (Готьє) — 37:08 Барзал (Дюбуа) — 43:03 Строум (Барзал) — 49:06 | 1:0 1:1 2:1 3:1 4:1 4:2 5:2 5:3 | 09:47 — Сергачов (Гур'янов) 45:12 — Капризов (Воробйов, Риков) 50:36 — Риков (Юртайкін, Капризов) |               | Арбітри: Ян Грибик Маркус Лінде |
| 6 хв. | Вилучення                       | 12 хв.                                                                                            |               | Арбітри: Ян Грибик Маркус Лінде |
| 37 | Кидки                           | 17                                                                                                |               | Арбітри: Ян Грибик Маркус Лінде |

| 27 грудня 2016 16:00 | Латвія | 1 : 9 (0:3, 1:3, 0:3) | Росія | «Ейр-Канада-центр» Глядачів: 6 789 |

| Протокол                    | Протокол                                | Протокол | Протокол          | Протокол                            |
| --------------------------- | --------------------------------------- | --- | ----------------- | ----------------------------------- |
|                             | Густавс Грігалс Денис Романовський      | Голкіпери | Владислав Сухачов | Арбітри: Дарсі Берчелл Маркус Лінде |
| Балцерс (Дзієркалс) — 23:42 | 0:1 0:2 0:3 0:4 1:4 1:5 1:6 1:7 1:8 1:9 | 05:33 — Юртайкін (Дронов) 12:10 — Полунін (Капризов, Сидоров) 17:39 — Карнаухов (Гур'янов, Кудако) 20:56 — Капризов (Воробйов, Полунін) 24:21 — Полунін (Риков, Воробйов) 25:04 — Бєляєв (Юртайкін, Алексєєв) 46:07 — Капризов (Риков, Воробйов) 49:28 — Тренін (Капризов, Полунін) 56:07 — Капризов (Риков, Воробйов) |                   | Арбітри: Дарсі Берчелл Маркус Лінде |
| 18 хв.                      | Вилучення                               | 10 хв. |                   | Арбітри: Дарсі Берчелл Маркус Лінде |
| 26                          | Кидки                                   | 40 |                   | Арбітри: Дарсі Берчелл Маркус Лінде |

| 27 грудня 2016 20:00 | Канада | 5 : 0 (0:0, 4:0, 1:0) | Словаччина | «Ейр-Канада-центр» Глядачів: 12 694 |

| Протокол | Протокол            | Протокол  | Протокол   | Протокол                      |
| --- | ------------------- | --------- | ---------- | ----------------------------- |
| | Коннор Інграм       | Голкіпери | Адам Гуска | Арбітри: Ян Грибик Бретт Шева |
| Лозон (Готьє, Жост) — 25:30 Реддіш (Дюбуа, Шабо) — 30:57 Чіреллі (Лозон, Спірс) — 32:37 Шабо (Барзал, Строум) — 36:25 Маклеод (Чіреллі, Дюбе) — 42:59 | 1:0 2:0 3:0 4:0 5:0 |           |            | Арбітри: Ян Грибик Бретт Шева |
| 4 хв. | Вилучення           | 8 хв.     |            | Арбітри: Ян Грибик Бретт Шева |
| 44 | Кидки               | 6         |            | Арбітри: Ян Грибик Бретт Шева |

| 28 грудня 2016 19:30 | Словаччина | 2 : 5 (1:2, 0:3, 1:0) | США | «Ейр-Канада-центр» Глядачів: 8 391 |

| Протокол                                                                        | Протокол                    | Протокол | Протокол    | Протокол                                |
| ------------------------------------------------------------------------------- | --------------------------- | --- | ----------- | --------------------------------------- |
|                                                                                 | Матей Томек                 | Голкіпери | Джозеф Волл | Арбітри: Дарсі Берчелл Максим Сидоренко |
| Фехерварі (Садецький, Патакі) — 18:08 Міхал Роман (Андрішик, Садецький) — 59:23 | 0:1 0:2 1:2 1:3 1:4 1:5 2:5 | 10:15 — Лащинські (Секконі) 17:00 — Вайт (Келлер, Джонс) 22:03 — Томпсон (Рослович, Беллоуз) 28:39 — Мак-Евой (Рослович, Секконі) 32:57 — Террі (Канін, Фіцджеральд) |             | Арбітри: Дарсі Берчелл Максим Сидоренко |
| 22 хв.                                                                          | Вилучення                   | 4 хв. |             | Арбітри: Дарсі Берчелл Максим Сидоренко |
| 20                                                                              | Кидки                       | 50 |             | Арбітри: Дарсі Берчелл Максим Сидоренко |

| 29 грудня 2016 15:30 | Росія | 2 : 3 (1:1, 1:2, 0:0) | США | «Ейр-Канада-центр» Глядачів: 13 759 |

| Протокол                                                                | Протокол            | Протокол                                                                                               | Протокол       | Протокол                               |
| ----------------------------------------------------------------------- | ------------------- | --- | -------------- | -------------------------------------- |
|                                                                         | Ілля Самсонов       | Голкіпери                                                                                              | Тайлер Парсонс | Арбітри: Анссі Салонен Даніель Штрікер |
| Ураков (Тренін, Зборовський) — 11:59 Капризов (Риков, Воробйов) — 37:17 | 0:1 1:1 1:2 1:3 2:3 | 04:14 — Келлер (Андерсон, Фіцджеральд) 24:03 — Вайт (Мак-Евой, Келлер) 31:41 — Террі (Фолі, Лащинські) |                | Арбітри: Анссі Салонен Даніель Штрікер |
| 10 хв.                                                                  | Вилучення           | 6 хв.                                                                                                  |                | Арбітри: Анссі Салонен Даніель Штрікер |
| 27                                                                      | Кидки               | 37 |                | Арбітри: Анссі Салонен Даніель Штрікер |

| 29 грудня 2016 20:00 | Латвія | 2 : 10 (0:3, 1:5, 1:2) | Канада | «Ейр-Канада-центр» Глядачів: 13 796 |

| Протокол                                                  | Протокол                                         | Протокол | Протокол    | Протокол                           |
| --------------------------------------------------------- | ------------------------------------------------ | --- | ----------- | ---------------------------------- |
|                                                           | Марекс Мітенс Густавс Грігалс                    | Голкіпери | Картер Гарт | Арбітри: Тобіас Бйорк Марк Лемелін |
| Крастенбергс (Тралмакс, Янсонс) — 37:58 Дзієркалс — 47:59 | 0:1 0:2 0:3 0:4 0:5 0:6 0:7 0:8 1:8 1:9 2:9 2:10 | 10:38 — Барзал (Маєрс) 11:54 — Руа (Маєрс, Клаг) 19:40 — Реддіш (Шабо, Строум) 29:11 — Реддіш (Строум, Дюбуа) 32:13 — Реддіш (Жозеф, Клаг) 32:53 — Барзал (Реддіш, Клаг) 33:30 — Чіреллі (Дюбе, Спірс) 34:56 — Маклеод (Строум, Фаббро) 42:07 — Реддіш (Юулсен, Жозеф) 58:05 — Готьє (Дюбуа, Строум) |             | Арбітри: Тобіас Бйорк Марк Лемелін |
| 14 хв.                                                    | Вилучення                                        | 20 хв. |             | Арбітри: Тобіас Бйорк Марк Лемелін |
| 25                                                        | Кидки                                            | 35 |             | Арбітри: Тобіас Бйорк Марк Лемелін |

| 30 грудня 2016 19:30 | Словаччина | 4 : 2 (1:1, 1:0, 2:1) | Латвія | «Ейр-Канада-центр» Глядачів: 6 018 |

| Протокол | Протокол                | Протокол                                                            | Протокол                      | Протокол                           |
| --- | ----------------------- | ------------------------------------------------------------------- | ----------------------------- | ---------------------------------- |
| | Адам Гуска              | Голкіпери                                                           | Марекс Мітенс Густавс Грігалс | Арбітри: Марк Лемелін Маріан Рогач |
| Лестан — 08:13 Мілош Роман (Міхал Роман, Слобода) — 38:11 Хатала (Міхал Роман, Садецький) — 40:41 Слобода (Мілош Роман, Грман) — 45:01 | 0:1 1:1 2:1 3:1 4:1 4:2 | 03:40 — Чуксте (Балцерс, Бунцис) 53:29 — Бунцис (Чуксте, Дзієркалс) |                               | Арбітри: Марк Лемелін Маріан Рогач |
| 12 хв. | Вилучення               | 10 хв.                                                              |                               | Арбітри: Марк Лемелін Маріан Рогач |
| 36 | Кидки                   | 24                                                                  |                               | Арбітри: Марк Лемелін Маріан Рогач |

| 31 грудня 2016 15:30 | США | 3 : 1 (2:0, 1:1, 0:0) | Канада | «Ейр-Канада-центр» Глядачів: 18 584 |

| Протокол                                                                                             | Протокол        | Протокол                      | Протокол      | Протокол                               |
| --- | --------------- | ----------------------------- | ------------- | -------------------------------------- |
| | Джозеф Волл     | Голкіпери                     | Коннор Інграм | Арбітри: Анссі Салонен Даніель Штрікер |
| Вайт (Грінвей, Келлер) — 04:31 Грінвей (Келлер, Мак-Евой) — 06:04 Бракко (Ліндгрен, Грінвей) — 33:08 | 1:0 2:0 2:1 3:1 | 28:12 — Шабо (Барзал, Строум) |               | Арбітри: Анссі Салонен Даніель Штрікер |
| 37 хв.                                                                                               | Вилучення       | 16 хв.                        |               | Арбітри: Анссі Салонен Даніель Штрікер |
| 20                                                                                                   | Кидки           | 26                            |               | Арбітри: Анссі Салонен Даніель Штрікер |

| 31 грудня 2016 20:00 | Росія | 2 : 0 (0:0, 1:0, 1:0) | Словаччина | «Ейр-Канада-центр» Глядачів: 5 269 |

| Протокол                                                                  | Протокол  | Протокол | Протокол | Протокол                        |
| ------------------------------------------------------------------------- | --------- | -------- | -------- | ------------------------------- |
|                                                                           |           |          |          | Арбітри: Маріан Рогач Робін Шир |
| Гур'янов (Квартальнов, Карнаухов) — 29:06 Тренін (Ураков, Бєляєв) — 49:39 | 1:0 2:0   |          |          |                                 |
| 4 хв.                                                                     | Вилучення | 6 хв.    |          |                                 |
| 30                                                                        | Кидки     | 15       |          |                                 |

## Турнір на вибування
| 2 січня 2017 11:00 | Фінляндія | 2 : 1 (1:0, 0:1, 1:0) | Латвія | «Белл-центр» Глядачів: 3 016 |

| Протокол                                                             | Протокол          | Протокол                                     | Протокол      | Протокол                             |
| -------------------------------------------------------------------- | ----------------- | -------------------------------------------- | ------------- | ------------------------------------ |
|                                                                      | Вейні Вехвіляйнен | Голкіпери                                    | Марекс Мітенс | Арбітри: Бретт Шева Максим Сидоренко |
| Сааріярві (Рясянен) — 07:43 Весалайнен (Гейсканен, Толванен) — 49:00 | 1:0 1:1 2:1       | 24:37 — Пономаренко (Крастенбергс, Тралмакс) |               | Арбітри: Бретт Шева Максим Сидоренко |
| 10 хв.                                                               | Вилучення         | 12 хв.                                       |               | Арбітри: Бретт Шева Максим Сидоренко |
| 45                                                                   | Кидки             | 24                                           |               | Арбітри: Бретт Шева Максим Сидоренко |

| 3 січня 2017 17:30 | Латвія | 1 : 4 (1:1, 0:0, 0:3) | Фінляндія | «Белл-центр» Глядачів: 4 216 |

| Протокол                                   | Протокол            | Протокол | Протокол          | Протокол                     |
| ------------------------------------------ | ------------------- | --- | ----------------- | ---------------------------- |
|                                            | Марекс Мітенс       | Голкіпери | Вейні Вехвіляйнен | Арбітри: Ян Грибик Робін Шир |
| Крастенбергс (Чуксте, Пономаренко) — 16:23 | 0:1 1:1 1:2 1:3 1:4 | 01:31 — Толванен (Рясянен, Няттінен) 41:28 — Сааріярві (Толванен, Юолеві) 42:33 — Вялімякі (Бьорквіст, Куокканен) 57:26 — Вялімякі (Рясянен, Сааріярві) |                   | Арбітри: Ян Грибик Робін Шир |
| 49 хв.                                     | Вилучення           | 16 хв. |                   | Арбітри: Ян Грибик Робін Шир |
| 23                                         | Кидки               | 42 |                   | Арбітри: Ян Грибик Робін Шир |

Фінляндія здобула перемогу 2:0 та зберегла прописку, латвійці вибули до другого дивізіону.

## Плей-оф
|  | Чвертьфінали | Чвертьфінали |        |       | Півфінали   | Півфінали   |  |  | Фінал | Фінал |
|  |              |              |        |       |             |             |  |  |       |       |
|  |              |              |        |       |             |             |  |  |       |       |
|  |              |              |        |       |             |             |  |  |       |       |
|  | Швеція       | 8            |        |       |             |             |  |  |       |       |
|  | Швеція       | 8            |        |       |             |             |  |  |       |       |
|  | Словаччина   | 3            |        |       |             |             |  |  |       |       |
|  | Словаччина   | 3            | Швеція | 2     |             |             |  |  |       |       |
|  |              |              | Швеція | 2     |             |             |  |  |       |       |
|  |              | Канада       | 5      |       |             |             |  |  |       |       |
|  | Канада       | Канада       | 5      | 5     |             |             |  |  |       |       |
|  | Канада       |              |        | 5     |             |             |  |  |       |       |
|  | Чехія        | 3            |        |       |             |             |  |  |       |       |
|  | Чехія        | 3            | Канада | 4     |             |             |  |  |       |       |
|  |              |              | Канада | 4     |             |             |  |  |       |       |
|  |              | США          | 5*     |       |             |             |  |  |       |       |
|  | Данія        | США          | 5*     | 0     |             |             |  |  |       |       |
|  | Данія        |              |        | 0     |             |             |  |  |       |       |
|  | Росія        | 4            |        |       |             |             |  |  |       |       |
|  | Росія        | 4            | Росія  | 3     | Третє місце | Третє місце |  |  |       |       |
|  |              |              | Росія  | 3     | Третє місце | Третє місце |  |  |       |       |
|  |              | США          | 4*     |       |             |             |  |  |       |       |
|  | США          | США          | 4*     | 3     | Швеція      | 1           |  |  |       |       |
|  | США          |              |        | 3     | Швеція      | 1           |  |  |       |       |
|  | Швейцарія    | 2            |        | Росія | 2†          |             |  |  |       |       |
|  | Швейцарія    | 2            |        |       | 2†          |             |  |  |       |       |
|  |              |              |        |       |             |             |  |  |       |       |
|  |              |              |        |       |             |             |  |  |       |       |

† Перемога в овертаймі.

* Перемога по булітах.

### Чвертьфінали
| 2 січня 2017 13:00 | Данія | 0 : 4 (0:2, 0:0, 0:2) | Росія | «Ейр-Канада-центр» Глядачів: 7 801 |

| Протокол | Протокол                   | Протокол | Протокол      | Протокол                           |
| -------- | -------------------------- | --- | ------------- | ---------------------------------- |
|          | Лассе Петерсен Каспер Крог | Голкіпери | Ілля Самсонов | Арбітри: Марк Лемелін Маріан Рогач |
|          | 0:1 0:2 0:3 0:4            | 08:45 — Полунін (Воробйов) 19:49 — Капризов (Воробйов, Тренін) 47:12 — Карнаухов (Гур'янов, Квартальнов) 55:35 — Капризов (Полунін) |               | Арбітри: Марк Лемелін Маріан Рогач |
| 10 хв.   | Вилучення                  | 14 хв. |               | Арбітри: Марк Лемелін Маріан Рогач |
| 14       | Кидки                      | 32 |               | Арбітри: Марк Лемелін Маріан Рогач |

| 2 січня 2017 15:30 | Швеція | 8 : 3 (3:0, 2:2, 3:1) | Словаччина | «Белл-центр» Глядачів: 6 331 |

| Протокол | Протокол                                    | Протокол                                                         | Протокол   | Протокол                         |
| --- | ------------------------------------------- | ---------------------------------------------------------------- | ---------- | -------------------------------- |
| | Фелікс Сандстрем                            | Голкіпери                                                        | Адам Гуска | Арбітри: Дарсі Берчелл Ян Грибик |
| Ерікссон Ек (Асплунд, Карльстрем) — 01:18 Седерлунд (Вінгерлі, Гуннарссон) — 16:28 Грюндстрем (Нюландер, Л. Карлссон) — 17:01 Нюландер (Дален, Асплунд) — 26:17 Карльстрем (Аль, Асплунд) — 33:07 Седерлунд (Г. Карлссон) — 42:36 Андерссон (Я. Ларссон, Лооке) — 44:27 Ерікссон Ек (Асплунд, Кюлінгтон) — 57:04 | 1:0 2:0 3:0 4:0 5:0 5:1 5:2 5:3 6:3 7:3 8:3 | 35:48 — Бодак (Слобода) 36:54 — Струска (Чернак) 41:53 — Ружичка |            | Арбітри: Дарсі Берчелл Ян Грибик |
| 2 хв. | Вилучення                                   | 20 хв.                                                           |            | Арбітри: Дарсі Берчелл Ян Грибик |
| 50 | Кидки                                       | 18                                                               |            | Арбітри: Дарсі Берчелл Ян Грибик |

| 2 січня 2017 17:30 | США | 3 : 2 (2:0, 0:1, 1:1) | Швейцарія | «Ейр-Канада-центр» Глядачів: 8 176 |

| Протокол                                                                                           | Протокол            | Протокол                                                 | Протокол               | Протокол                        |
| -------------------------------------------------------------------------------------------------- | ------------------- | -------------------------------------------------------- | ---------------------- | ------------------------------- |
| | Тайлер Парсонс      | Голкіпери                                                | Йорен ван Поттельберге | Арбітри: Тобіас Бйорк Робін Шир |
| Бракко (Томпсон, Террі) — 08:32 Канін (Грінвей, Бракко) — 10:42 Грінвей (Мак-Евой, Келлер) — 46:18 | 1:0 2:0 2:1 2:2 3:2 | 30:47 — Гішір (Зігенталер, Ріат) 46:00 — Гішір (Тюркауф) |                        | Арбітри: Тобіас Бйорк Робін Шир |
| 10 хв.                                                                                             | Вилучення           | 18 хв.                                                   |                        | Арбітри: Тобіас Бйорк Робін Шир |
| 17                                                                                                 | Кидки               | 21                                                       |                        | Арбітри: Тобіас Бйорк Робін Шир |

| 2 січня 2017 20:00 | Канада | 5 : 3 (0:1, 3:1, 2:1) | Чехія | «Белл-центр» Глядачів: 10 215 |

| Протокол | Протокол                        | Протокол                                                              | Протокол    | Протокол                          |
| --- | ------------------------------- | --------------------------------------------------------------------- | ----------- | --------------------------------- |
| | Коннор Інграм                   | Голкіпери                                                             | Якуб Шкарек | Арбітри: Йозеф Кубуш Маркус Лінде |
| Спірс (Стефенс, Жозеф) — 23:45 Стефенс (Чіреллі) — 27:27 Шабо (Стефенс, Чіреллі) — 33:32 Готьє (Руа) — 43:18 Готьє (Барзал, Шабо) — 46:37 | 0:1 1:1 2:1 2:2 3:2 4:2 4:3 5:3 | 16:49 — Каше (Мусіл, Гронек) 28:53 — Шоустал 45:54 — Странскі (Нечас) |             | Арбітри: Йозеф Кубуш Маркус Лінде |
| 4 хв. | Вилучення                       | 8 хв.                                                                 |             | Арбітри: Йозеф Кубуш Маркус Лінде |
| 41 | Кидки                           | 19                                                                    |             | Арбітри: Йозеф Кубуш Маркус Лінде |

### Півфінали
| 4 січня 2017 15:00 | США | 4 : 3 Б (1:1, 2:1, 0:1, 0:0, 4:3) | Росія | «Белл-центр» Глядачів: 11 576 |

| Протокол | Протокол                       | Протокол | Протокол      | Протокол                            |
| --- | ------------------------------ | --- | ------------- | ----------------------------------- |
| | Тайлер Парсонс                 | Голкіпери | Ілля Самсонов | Арбітри: Дарсі Берчелл Маркус Лінде |
| Вайт (Келлер, Джонс) — 19:05 Канін (Грінвей, Бракко) — 30:23 Вайт (Андерсон, Келлер) — 36:21 Вайт Келлер Андерсон Террі Бракко Террі | 0:1 1:1 1:2 2:2 3:2 3:3 Буліти | 11:54 — Капризов (Воробйов) 21:17 — Гур'янов (Кудако, Карнаухов) 46:04 — Гур'янов Гур'янов Полунін Алексєєв Воробйов Капризов Гур'янов Полунін |               | Арбітри: Дарсі Берчелл Маркус Лінде |
| 2 хв. | Вилучення                      | 8 хв. |               | Арбітри: Дарсі Берчелл Маркус Лінде |
| 44 | Кидки                          | 36 |               | Арбітри: Дарсі Берчелл Маркус Лінде |

| 4 січня 2017 19:30 | Швеція | 2 : 5 (2:2, 0:1, 0:2) | Канада | «Белл-центр» Глядачів: 13 456 |

| Протокол                                                                 | Протокол                    | Протокол | Протокол      | Протокол                               |
| ------------------------------------------------------------------------ | --------------------------- | --- | ------------- | -------------------------------------- |
|                                                                          | Фелікс Сандстрем            | Голкіпери | Коннор Інграм | Арбітри: Анссі Салонен Даніель Штрікер |
| Ерікссон Ек (Седерлунд) — 6:05 Грюндстрем (Нюландер, Ерікссон Ек) — 8:05 | 1:0 1:1 2:1 2:2 2:3 2:4 2:5 | 7:43 — Стефенс (Чіреллі) 18:49 — Чіреллі (Клаг, Шабо) 32:02 — Готьє (Дюбуа) 47:38 — Строум (Юулсен, Бін) 58:02 — Готьє (Строум, Жост) |               | Арбітри: Анссі Салонен Даніель Штрікер |
| 12 хв.                                                                   | Вилучення                   | 8 хв. |               | Арбітри: Анссі Салонен Даніель Штрікер |
| 31                                                                       | Кидки                       | 43 |               | Арбітри: Анссі Салонен Даніель Штрікер |

### Матч за 3-є місце
| 5 січня 2017 15:30 | Швеція | 1 : 2 ОТ (0:0, 1:1, 0:0, 0:1) | Росія | «Белл-центр» Глядачів: 8 366 |

| Протокол      | Протокол         | Протокол                                            | Протокол      | Протокол                           |
| ------------- | ---------------- | --------------------------------------------------- | ------------- | ---------------------------------- |
|               | Фелікс Сандстрем | Голкіпери                                           | Ілля Самсонов | Арбітри: Дарсі Берчелл Йозеф Кубуш |
| Дален — 30:11 | 1:0 1:1 1:2      | 20:16 — Капризов (Воробйов, Риков) 60:33 — Гур'янов |               | Арбітри: Дарсі Берчелл Йозеф Кубуш |
| 4 хв.         | Вилучення        | 6 хв.                                               |               | Арбітри: Дарсі Берчелл Йозеф Кубуш |
| 39            | Кидки            | 26                                                  |               | Арбітри: Дарсі Берчелл Йозеф Кубуш |

### Фінал
| 5 січня 2017 20:00 | Канада | 4 : 5 Б (2:0, 0:2, 2:2, 0:0, 0:1) | США | «Белл-центр» Глядачів: 20 173 |

| Протокол | Протокол                               | Протокол | Протокол       | Протокол                               |
| --- | -------------------------------------- | --- | -------------- | -------------------------------------- |
| | Картер Гарт                            | Голкіпери | Тайлер Парсонс | Арбітри: Анссі Салонен Даніель Штрікер |
| Шабо (Барзал, Жозеф) — 04:58 Лозон (Стефенс) — 09:02 Руа (Бін, Жост) — 41:52 Жозеф (Маклеод, Шабо) — 44:05 Строум Барзал Жост Чіреллі Руа | 1:0 2:0 2:1 2:2 3:2 4:2 4:3 4:4 Буліти | 23:04 — Мак-Евой (Грінвей, Фокс) 29:30 — Беллоуз (Фокс, Томпсон) 44:44 — Беллоуз (Мак-Евой) 47:07 — Вайт (Фокс, Келлер) Вайт Келлер Беллоуз Террі Бракко |                | Арбітри: Анссі Салонен Даніель Штрікер |
| 4 хв. | Вилучення                              | 12 хв. |                | Арбітри: Анссі Салонен Даніель Штрікер |
| 50 | Кидки                                  | 36 |                | Арбітри: Анссі Салонен Даніель Штрікер |

## Статистика

### Бомбардири
| № | Гравець             | Збірна | І | Ш | П  | О  | Штр | +/- |
| - | ------------------- | ------ | - | - | -- | -- | --- | --- |
| 1 | Кирило Капризов     | Росія  | 7 | 9 | 3  | 12 | +7  | 2   |
| 2 | Александер Нюландер | Швеція | 7 | 5 | 7  | 12 | +7  | 0   |
| 3 | Клейтон Келлер      | США    | 7 | 3 | 8  | 11 | +3  | 2   |
| 4 | Тома Шабо           | Канада | 7 | 4 | 6  | 10 | +4  | 8   |
| 5 | Ділан Строум        | Канада | 7 | 3 | 7  | 10 | +1  | 0   |
| 6 | Михайло Воробйов    | Росія  | 7 | 0 | 10 | 10 | +6  | 4   |
| 7 | Йоель Ерікссон Ек   | Швеція | 7 | 6 | 3  | 9  | +8  | 4   |
| 8 | Колін Вайт          | США    | 7 | 7 | 1  | 8  | +5  | 4   |
| 9 | Метью Барзал        | Канада | 7 | 3 | 5  | 8  | +4  | 4   |
| 9 | Джордан Грінвей     | США    | 7 | 3 | 5  | 8  | +3  | 2   |

Скорочення: І = Матчі; Ш = Закинуті шайби; П = Передачі; О = Очки; +/− = Плюс/мінус; Штр = Штрафний час
Джерело: IIHF 

### Найкращі воротарі
| М | Гравець           | Країна    | ЧНЛ    | ГП | КН   | %ВК   | ША |
| - | ----------------- | --------- | ------ | -- | ---- | ----- | -- |
| 1 | Вейні Вехвіляйнен | Фінляндія | 317:57 | 8  | 1.51 | 93.10 | 1  |
| 2 | Ілля Самсонов     | Росія     | 370:11 | 13 | 2.11 | 92.97 | 2  |
| 3 | Каспер Крог       | Данія     | 165:00 | 9  | 3.27 | 91.96 | 0  |
| 4 | Тайлер Парсонс    | США       | 330:00 | 12 | 2.18 | 91.67 | 0  |
| 5 | Фелікс Сандстрем  | Швеція    | 359:50 | 13 | 2.17 | 91.45 | 0  |

Скорочення: І = зіграних матчів, ЧНЛ = час проведений на льоду, КД = кидків разом,  ГП = пропущених шайб, КН = коефіцієнт надійності, ВКД = відбитих кидків, %ВК = відбитих кидків (у %), ША = шатаути
Джерело: IIHF

### Нагороди
Найцінніший гравець (MVP) джерело: worldjunior2017 [Архівовано 6 січня 2017 у Wayback Machine.]
- Тома Шабо

Команда усіх зірок, обрана ЗМІ
- Найкращий воротар:  Ілля Самсонов
- Захисники:  Тома Шабо,  Чарлі Мак-Евой
- Нападники:  Кирило Капризов,  Александер Нюландер,  Клейтон Келлер

Найкращі гравці, обрані дирекцією ІІХФ
- Найкращий воротар:  Фелікс Сандстрем
- Найкращий захисник:  Тома Шабо
- Найкращий нападник:  Кирило Капризов

### Підсумкова таблиця турніру
|    | Збірні     |
| -- | ---------- |
| 1  | США        |
| 2  | Канада     |
| 3  | Росія      |
| 4  | Швеція     |
| 5  | Данія      |
| 6  | Чехія      |
| 7  | Швейцарія  |
| 8  | Словаччина |
| 9  | Фінляндія  |
| 10 | Латвія     |

## Дивізіон I

### Дивізіон I A
Матчі пройшли 11 — 17 грудня 2016 в Німеччині.
| Команда кваліфікується до вищого дивізіону | Команда вибуває до дивізіону I B |

Підсумкова таблиця та результати
| М | Збірна    | І | В | ВО | ПО | П | Ш       | О  | 1     | 2     | 3   | 4   | 5   | 6   |
| - | --------- | - | - | -- | -- | - | ------- | -- | ----- | ----- | --- | --- | --- | --- |
| 1 | Білорусь  | 5 | 4 | 0  | 1  | 0 | 20 - 10 | 13 |       | 3:4 Б | 6:3 | 3:1 | 4:0 | 4:2 |
| 2 | Німеччина | 5 | 3 | 1  | 0  | 1 | 17 - 13 | 11 | 4:3 Б |       | 6:4 | 5:3 | 0:3 | 2:0 |
| 3 | Франція   | 5 | 2 | 0  | 0  | 3 | 16 - 19 | 6  | 3:6   | 4:6   |     | 3:1 | 4:3 | 2:3 |
| 4 | Казахстан | 5 | 2 | 0  | 0  | 3 | 14 - 16 | 6  | 1:3   | 3:5   | 1:3 |     | 6:3 | 3:2 |
| 5 | Австрія   | 5 | 2 | 0  | 0  | 3 | 15 - 17 | 6  | 0:4   | 3:0   | 3:4 | 3:6 |     | 6:3 |
| 6 | Норвегія  | 5 | 1 | 0  | 0  | 4 | 10 - 17 | 3  | 2:4   | 0:2   | 3:2 | 2:3 | 3:6 |     |

Джерело:iihf.com [Архівовано 28 листопада 2016 у Wayback Machine.]

### Дивізіон I В
Матчі пройшли 11 — 17 грудня 2016 в Угорщині.
| Команда кваліфікується до дивізіону I А | Команда вибуває до дивізіону II А |

Підсумкова таблиця та результати
| М | Збірна          | І | В | ВО | ПО | П | Ш       | О  | 1   | 2     | 3      | 4      | 5      | 6      |
| - | --------------- | - | - | -- | -- | - | ------- | -- | --- | ----- | ------ | ------ | ------ | ------ |
| 1 | Угорщина        | 5 | 4 | 0  | 0  | 1 | 21 - 12 | 12 |     | 4:5   | 4:3    | 5:2    | 3:1    | 5:1    |
| 2 | Польща          | 5 | 3 | 1  | 0  | 1 | 21 - 16 | 11 | 5:4 |       | 5:3    | 4:5    | 4:2    | 3:2 Б  |
| 3 | Словенія        | 5 | 2 | 1  | 0  | 2 | 21 - 13 | 8  | 3:4 | 3:5   |        | 7:0    | 4:1    | 4:3 ОТ |
| 4 | Італія          | 5 | 2 | 0  | 1  | 2 | 12 - 19 | 7  | 2:5 | 5:4   | 0:7    |        | 1:2 ОТ | 4:1    |
| 5 | Україна         | 5 | 1 | 1  | 0  | 3 | 9 - 13  | 5  | 1:3 | 2:4   | 1:4    | 2:1 ОТ |        | 3:1    |
| 6 | Велика Британія | 5 | 0 | 0  | 2  | 3 | 8 - 19  | 2  | 1:5 | 2:3 Б | 3:4 ОТ | 1:4    | 1:3    |        |

Джерело:iihf.com [Архівовано 21 листопада 2016 у Wayback Machine.]

## Дивізіон II

### Дивізіон II A
Матчі пройшли 11 — 17 грудня 2016 в Естонії.
| Команда кваліфікується до дивізіону I В | Команда вибуває до дивізіону II B |

Підсумкова таблиця та результати
| М | Збірна     | І | В | ВО | ПО | П | Ш       | О  | 1    | 2    | 3     | 4   | 5   | 6     |
| - | ---------- | - | - | -- | -- | - | ------- | -- | ---- | ---- | ----- | --- | --- | ----- |
| 1 | Литва      | 5 | 5 | 0  | 0  | 0 | 42 - 10 | 15 |      | 6:4  | 11:5  | 7:1 | 5:0 | 13:0  |
| 2 | Японія     | 5 | 4 | 0  | 0  | 1 | 35 - 13 | 12 | 4:6  |      | 7:1   | 6:2 | 7:2 | 11:2  |
| 3 | Румунія    | 5 | 2 | 0  | 1  | 2 | 21 - 29 | 7  | 5:11 | 1:7  |       | 6:5 | 6:2 | 3:4 Б |
| 4 | Естонія    | 5 | 2 | 0  | 0  | 3 | 18 - 24 | 6  | 1:7  | 2:6  | 5:6   |     | 4:2 | 6:3   |
| 5 | Нідерланди | 5 | 1 | 0  | 0  | 4 | 9 - 24  | 3  | 0:5  | 2:7  | 2:6   | 2:4 |     | 3:2   |
| 6 | Хорватія   | 5 | 0 | 1  | 0  | 4 | 11 - 35 | 2  | 0:13 | 2:11 | 4:3 Б | 3:6 | 2:3 |       |

Джерело:iihf.com [Архівовано 7 травня 2017 у Wayback Machine.]

### Дивізіон II В
Матчі пройшли 7 — 13 січня 2017 в Іспанії.
| Команда кваліфікується до дивізіону II В | Команда вибуває до дивізіону III |

Підсумкова таблиця та результати
| М | Збірна         | І | В | ВО | ПО | П | Ш       | О  | 1     | 2    | 3     | 4   | 5      | 6      |
| - | -------------- | - | - | -- | -- | - | ------- | -- | ----- | ---- | ----- | --- | ------ | ------ |
| 1 | Південна Корея | 5 | 4 | 1  | 0  | 0 | 27 - 7  | 14 |       | 5:3  | 3:2 Б | 3:1 | 12:0   | 4:1    |
| 2 | Іспанія        | 5 | 4 | 0  | 0  | 1 | 38 - 12 | 12 | 3:5   |      | 4:2   | 6:3 | 10:0   | 15:2   |
| 3 | Сербія         | 5 | 3 | 0  | 1  | 1 | 23 - 12 | 10 | 2:3 Б | 2:4  |       | 6:1 | 7:4    | 6:0    |
| 4 | Бельгія        | 5 | 2 | 0  | 0  | 3 | 15 - 19 | 6  | 1:3   | 3:6  | 1:6   |     | 5:3    | 5:1    |
| 5 | Мексика        | 5 | 0 | 1  | 0  | 4 | 13 - 39 | 2  | 0:12  | 0:10 | 4:7   | 3:5 |        | 6:5 ОТ |
| 6 | Австралія      | 5 | 0 | 0  | 1  | 4 | 9 - 36  | 1  | 1:4   | 2:15 | 0:6   | 1:5 | 5:6 ОТ |        |

Джерело:iihf.com [Архівовано 11 січня 2017 у Wayback Machine.]

## Дивізіон III
Матчі пройшли 16 — 22 січня 2017 в Новій Зеландії.

### Дивізіон III  A
Підсумкова таблиця та результати
| М | Збірна            | І | В | ВО | ПО | П | Ш      | О | 1   | 2   | 3   | 4   |
| - | ----------------- | - | - | -- | -- | - | ------ | - | --- | --- | --- | --- |
| 1 | КНР               | 3 | 3 | 0  | 0  | 0 | 19 - 8 | 9 |     | 4:1 | 6:4 | 9:3 |
| 2 | Ісландія          | 3 | 2 | 0  | 0  | 1 | 11 - 6 | 6 | 1:4 |     | 3:0 | 7:2 |
| 3 | Ізраїль           | 3 | 1 | 0  | 0  | 2 | 7 - 9  | 3 | 4:6 | 0:3 |     | 3:0 |
| 4 | Китайський Тайбей | 3 | 0 | 0  | 0  | 3 | 5 - 19 | 0 | 3:9 | 2:7 | 0:3 |     |

### Дивізіон III В
Підсумкова таблиця та результати
| М | Збірна        | І | В | ВО | ПО | П | Ш       | О | 1   | 2   | 3   | 4   |
| - | ------------- | - | - | -- | -- | - | ------- | - | --- | --- | --- | --- |
| 1 | Туреччина     | 3 | 3 | 0  | 0  | 0 | 20 - 5  | 9 |     | 6:4 | 8:1 | 6:0 |
| 2 | Нова Зеландія | 3 | 2 | 0  | 0  | 1 | 12 - 12 | 6 | 4:6 |     | 5:4 | 3:2 |
| 3 | Болгарія      | 3 | 1 | 0  | 0  | 2 | 10 - 15 | 3 | 1:8 | 4:5 |     | 5:2 |
| 4 | ПАР           | 3 | 0 | 0  | 0  | 3 | 4 - 14  | 0 | 0:6 | 2:3 | 2:5 |     |

### Плей-оф
5 — 8 місця, півфінали
- Ізраїль —  ПАР 9:0
- Болгарія —  Китайський Тайбей 6:1

матч за 7-е місце
- ПАР —  Китайський Тайбей 1:7

матч  за 5-е місце
- Ізраїль —  Болгарія 3:2

1 — 4 місця, півфінали
- Туреччина —  Ісландія 3:2
- КНР —  Нова Зеландія 11:2

матч за 3-є місце
- Ісландія —  Нова Зеландія 10:0

Фінал
- Туреччина —  КНР 2:1